# Michelle Goddet
Michelle Goddet est une actrice française.

## Filmographie

### Cinéma
- 1987 : La Maison de Jeanne de Magali Clément : Marie
- 1988 : Prisonnières de Charlotte Silvera : Nadine
- 1989 : Deux de Claude Zidi : Juliette
- 1990 : Un week-end sur deux de Nicole Garcia : Marie-Ange
- 1998 : L'École de la chair de Benoît Jacquot : La mère de Quentin
- 1999 : Ça commence aujourd'hui de Bertrand Tavernier : la mère de l'enfant battu
- 1999 : Un pont entre deux rives de Frédéric Auburtin et Gérard Depardieu : Babet
- 1999 : C'est quoi la vie ? de François Dupeyron : Monique
- 2001 : Mon père, il m'a sauvé la vie de José Giovanni : Emilie Santolini, la mère de Joseph
- 2005 : Zim and Co. de Pierre Jolivet : Mère Cheb
- 2006 : L'Ivresse du pouvoir de Claude Chabrol : Nicole Humeau, l'épouse
- 2007 : Les Deux Mondes de Daniel Cohen : Docteur Nathalie Bègue
- 2009 : Mademoiselle Chambon de Stéphane Brizé : la directrice de l'école
- 2011 : Présumé Coupable de Vincent Garenq : Thessy
- 2011 : Le Skylab de Julie Delpy : Tante Suzette, fille d'Amandine
- 2012 : Mes héros d'Éric Besnard : Nicole
- 2014 : Tiens-toi droite de Katia Lewkowicz : la mère de Lili
- 2018 : Mort aux codes de Leopold Legrand (court-métrage) : Elise, la femme de la victime
- 2020 : L'Enfant rêvé de Raphaël Jacoulot : Monique Receveur

### Télévision
- 1996 : Le Garçon d'orage de Jérôme Foulon
- 2008 : Seule de Fabrice Cazeneuve

## Théâtre
- 2018 : Les Démons d’après Dostoievski, mise en scène de Sylvain Creuzevault (Odéon BERTHIER, septembre- octobre 2018) : Prascovia Drozdova et Chigaliova